# ロバート・ベントリー (植物学者)

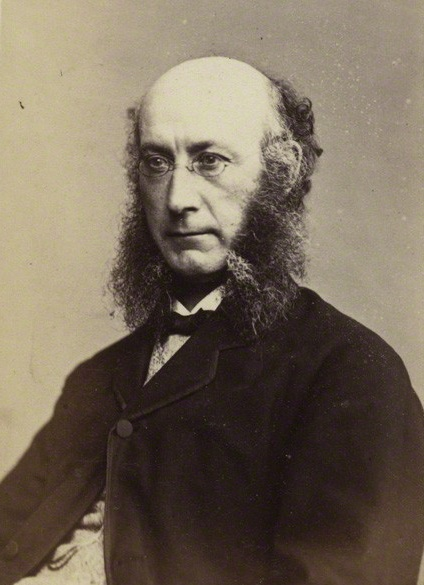
Robert Bentley

ロバート・ベントリー（Robert Bentley、 1821年3月25日 – 1893年12月24日）は、イギリスの植物学者である。1880年のヘンリー・トリメンと共著の著書、"Medicinal Plants"（「薬用植物」）で知られる。「薬用植物」は4巻からなり、デービッド・ブレアが描いた300以上の、手彩色の図版が添えられている。

## 略歴
ハートフォードシャー州に、ヒッチンで生まれた。タンブリッジウェルズの薬剤師に弟子入りして植物学への興味をもった。キングス・カレッジ・ロンドンで医学を学び、1847年に王立外科医師会（The Royal College of Surgeons）の会員となり、1849年にロンドン・リンネ協会のフェローに選ばれた。
ロンドン病院の医学校で植物学講師となり、1859年にキングス・カレッジ・ロンドンの植物学の教授となった。1874年にイギリス薬学会のフェローとなり、1885年版のイギリス薬局方を編集した。

## 著書

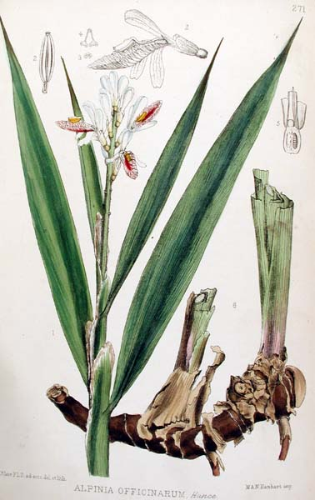
Lesser galangal（Medicinal Plants (1880)の図版）

- A Manual of Botany: including the structure, functions, classification, properties, and uses of plants, etc. (1861), at Google Books
- Characters, Properties, and Uses of Eucalyptus (1874)
- Botany (1875, London)
- Medicinal Plants: being descriptions with original figures of the principal plants employed in medicine and an account of the characters, properties, and uses of their parts and products of medicinal value - written with Henry Trimen (1880, London, Churchill)
- The Student’s Guide to Structural, Morphological, and Physiological Botany (1883, London)
- A Text-book of Organic Materia Medica, comprising a description of the vegetable and animal drugs of the British Pharmacopoeia, with other non-official medicines, etc. (1887)